# Mercedes-Benz W 146
 (août 2023).
La Mercedes-Benz W 146, appelée Type 260 VB, était le prototype d'une grande routière à traction avant, que Daimler-Benz AG a construit en 1936-1937. Hans Gustav Röhr, successeur du défunt directeur technique Hans Nibel depuis 1934 et précédemment employé chez Adler, avait conçu la voiture sur la base du modèle Adler Trumpf.
La grande routière avec un empattement de 3 300 mm était conçue en tant que berline quatre portes ou cabriolet D (avec quatre portes). 16 voitures d'essai ont été construites. Elles avaient un moteur huit cylindres Boxer à soupapes latérales avec un rapport alésage/course carré (74 mm × 74 mm), entraînant une cylindrée de 2 544 cm³. Le moteur développait 70 ch (51 kW) à 4 300 tr/min. Il a été créé en ajoutant quatre cylindres au moteur quatre cylindres de la Type 130 VB. La 260 VB correspondait également à la plus petite 130 VB sous d'autres aspects techniques : le moteur entraînait les roues avant, qui étaient suspendus à des triangles et à des tiges à ressort, via une boîte de vitesses à quatre vitesses avec surmultiplication (1:0,765) et levier de vitesse monté sur colonne. L'essieu arrière a été conçu comme un essieu oscillant et suspendu à des ressorts à lames semi-elliptiques et à des tiges de ressort. Les 4 roues avaient des freins hydrauliques.
La vitesse maximale du véhicule était de 110 km/h.
En août 1937, Röhr meurt d'une pneumonie. Tous les développements (à l'exception de la Type 400 V) ont immédiatement été arrêtés et toutes les voitures d'essai ont été mises au rebut. De cette manière, ses adversaires au sein de l'entreprise ont assuré que son travail ne laissait aucune trace durable sur Daimler-Benz AG. Dans sa succession se trouvait un contrat signé avec la société Ambi Budd. S’il avait vécu plus longtemps, un changement de compagnie aurait été certain. L'employé de Röhr, l'ingénieur senior Dauben, est resté dans l'entreprise pendant encore 20 ans.

## Production W 146
| Année | 1936 | 1937 | total |
| ----- | ---- | ---- | ----- |
| W 146 | 12   | 4    | 16    |